# Pseudoplectania vogesiaca
Pseudoplectania vogesiaca är en svampart som beskrevs av Seaver 1928. Pseudoplectania vogesiaca ingår i släktet Pseudoplectania och familjen Sarcosomataceae.   Inga underarter finns listade i Catalogue of Life.